# Ван де Берг, Тим
Тим ван де Берг (нидерл. Tim van de Berg; род. 23 ноября 1997, Марссен) — нидерландский футболист, играющий на позиции полузащитника.

## Карьера
Тим ван ден Берг — воспитанник «Элинквейка», перешёл в «Хераклес» летом 2016 года. С сезона 2016/17 привлекается к основному составу команды. 18 февраля 2017 года дебютировал в Эредивизи в поединке против «Эксельсиора», выйдя на замену на 87-й минуте вместо Робина Гозенса.